# قورباغه زهرآگین مانچو
قورباغه زهرآگین مانچو (نام علمی: Ameerega macero) نام یک گونه از تیره قورباغه زهرآگین است. این گونه از قورباغه‌ها در پروو بریزیل یافت می‌شوند. زیستگاه این گونه شامل جنگل‌های کم ارتفاع واقع در ارتفاع ۱۵۰–۱٬۴۵۰ متری می‌باشد.